# ولسوالی بغلان جدید
ولسوالی بغلان جدید یکی از ۱۵ ولسوالی ولایت بغلان، به مرکزیت شهر بغلان مرکزی در شمال افغانستان است. بغلان جدید از ولسوالی‌های درجه اول و صنعتی ولایت بغلان بوده، ۲٬۶۴۳ کیلومترمربع مساحت دارد و دومین ولسوالی بزرگ بغلان می‌باشد. این ولسوالی با ۲۰۲٬۳۷۵ نفر جمعیت در سال ۱۳۹۹، دومین ولسوالی پر چمعیت ولایت بغلان است.
ولسوالی بغلان جدید، از زمان امان‌الله‌شاه الی حکومت محمد نجیب‌الله، مرکز ولایت بغلان بود.

## جغرافیا
ولسوالی بغلان جدید از شمال با ولایت کندز، از شمال غربی با ولایت سمنگان، از جنوب غرب با ولسوالی پلخمری، از شرق با ولسوالی‌های بُرکه و نهرین محدود می‌باشد. بغلان مرکزی مرکز این ولسوالی از شهر پلخمری ۴۳ کیلومتر فاصله دارد.
ولسوالی بغلان جدید از ولسوالی‌های سرسبز و صنعتی ولایت بغلان است که حدود ۷۶ نفر در هر کیلومتر مربع آن زندگی می‌کنند. آب و هوای بغلان جدید گرم و مرطوب است و متوسط دما ۲۰ درجه سانتی‌گراد است. گرم‌ترین ماه آن، ماه اسد با ۳۴ درجه سانتی‌گراد و سردترین ماه آن، ماه دلو با ۳ درجه سانتی‌گراد می‌باشد. میزان بارش به‌طور میانگین ۵۹۴ میلی‌متر در سال است. مرطوب‌ترین ماه آن، ماه حوت با ۱۵۰ میلی‌متر و خشک‌ترین ماه آن، ماه اسد با ۱ میلی‌متر بارندگی است.